# Камподимеле
Камподим̀еле (на италиански: Campodimele) е село и община в Централна Италия, провинция Латина, регион Лацио. Разположено е на 647 m надморска височина. Населението на общината е 647 души (към 2010 г.).